# Lisnato tijesto

## Opis
Lisnato tijesto je tijesto pripremljeno bez šećera, ima slojevitu strukturu i bogato je masnoćom. Sastoji se od brašna, masnoće, malo soli i vode. Pripremanje lisnatog tijesta zahtijeva dosta vremena, zato što se tijesto uvijek nanovo valja.
Zahvaljujući tome nastaju slojevi koji su povezani tankim listićima maslaca. Na taj način tijesto postaje rastresito i lisnato.
Brašno je najvažniji sastojak lisnatog tijesta. Preporučljivo je pomiješati dvije do tri vrste kvalitetnog brašna da se dobije bolje tijesto. Također je važan kvalitetan maslac ili margarin koji sadrži manje vode, jer masnoća daje tijestu rastezljivost i gipkost.

## Preklapanje i odmaranje tijesta
Lisnato tijesto se preklapa četiri puta. Prvi put tijesto se preklapa tri puta, razvaljano tijesto preklapa se s lijeve strane prema sredini, a zatim s desne strane prema sredini preko preklopljenog tijesta. Tako se dobiju tri sloja tijesta. Drugi put tijesto se preklapa četiri puta, s lijeve i desne strane prema sredini, a zatim se preklopi na pola. Tako se dobiju četiri sloja tijesta. Treći put kao prvi put i četvrti kao drugi, (3-4-3-4).

## Pečenje lisnatog tijesta
Lisnato tijesto se peče na temperaturi propisanoj receptom, ali najmanje od 200 do 220°C.

## Upotreba lisnatog tijesta
Koristi se za mnoga slana i slatka jela (npr. kremšnite, pogačice, za dodatke juhama, pite, savijače i sl.)